# 杉山利恵子
杉山 利恵子（すぎやま りえこ）は日本のフランス文学者。明治大学文学部文学科フランス文学専攻教授。専門はフランス語学。
東京都出身。東京大学大学院博士課程単位取得退学。パリ第7大学大学院言語学科の博士課程に留学したことがある。

## 略歴
- 1981年 東京大学文学部卒業
- 東京大学大学院仏語仏文学専攻修士課程修了
- 1985年 トゥール大学古典近代言語・文学・文明学部修士号取得
- 1989年 東京大学大学院仏語仏文学専攻博士課程単位取得退学
- 1991-1992年 フランス政府給費留学生としてパリ第7大学言語学科博士DEA課程修了
- 2004年 4月～9月期NHKラジオフランス語講座入門編 講師(2005年10月～3月、2008年4月～9月再放送)
- 2006年度NHK教育テレビフランス語会話講師
- 2009年 10月～12月期NHKラジオまいにちフランス語中級編 講師

## TV出演
- 「フランス語会話」（2006年度～2007年度）

## 主な著書・共著
- 仏検合格のための傾向と対策1級 全訂―実用フランス語技能検定試験 (エディション・フランセーズ 2007/06)
- レ・ランコントル (2) (第三書房 2006/03)
- 初めてのフランス旅行会話 (NHK CDブック)  (日本放送出版協会 2005/02)
- ミニ・ボンジュール・パリ (白水社 改訂版 2005/01) 共著 中山 真彦
- ボンジュール・パリ (白水社 三訂版 2003/01) 共著 中山 真彦
- 初めてのフランス旅行会話 (日本放送出版協会 1999/07)